# Pécsi tévétorony
A 197 méter magas pécsi tévétorony a Mecsekben, az 535 méter magas Misina csúcsán áll. 1973. április 4-én nyílt meg, azóta Magyarország legmagasabb épülete. 

## Elhelyezkedése és megközelíthetősége
A Misina-tetőre a Pécsi pályaudvar elől induló 35-ös és 35Y jelzésű autóbusszal lehet feljutni. A Misina-tető ugyan alacsonyabb, mint a Mecsek néhány csúcsa, de a város közeli elhelyezkedése és a jó közlekedési lehetőségek miatt kedvelt kirándulóhely.

## Leírása
A torony Vízvárdy István, Söpkéz Gusztáv és Thoma József tervei alapján 18 500 tonna vasbetonból épült. Eredetileg 191 méteres volt, de egy 1995-ös antennacserét követően 6 méterrel lett magasabb, 197 méteres magasságával jelenleg is hazánk legmagasabb épülete. A torony kilengése a csúcsánál akár a fél métert is elérheti.
Gyorslifttel lehet feljutni a 72 méter magasságban kialakított üvegfalú eszpresszóig. Felette a nyitott kilátóterasz 80 méteres magasságban található. A toronyból 610 méteres tengerszint felett nézelődhetünk, ami a város sík területeinek átlagos 120 méteres tengerszint feletti magasságához viszonyítva még mindig közel 500 méter szintkülönbséget jelent. Körkilátójából szép időben messzire el lehet látni: Déli irányban a város, illetve a Baranyai-dombság, távolabb a Villányi-hegység és a horvát Papuk-hegy látható. Keleti irányban a Zengő, nyugatra a Tubes, északra a Mecsek látszik. Tiszta időben akár a Badacsonyig is ellátni. A torony aljától északkeleti irányban sí- és szánkópálya is található.
A torony a MinDig TV teljes kínálatát sugározza, az adóépület a toronytól néhány méterre helyezkedik el. A digitális átállásig egymástól függetlenül párhuzamosan működött az analóg és digitális televízióadás.

## Története

### Kiss József-kilátó
Az 1968–1972 között épült adótorony helyén az 1960-as évekig az 1908-ban épült Kiss József-kilátó állt. Kiss József természetbarát a Mecsek Egyesület főtitkára volt, és számos könyve jelent meg a Mecsekről. Ez a kilátó 24,6 méter magas, kb. 5x5 méteres alapterületű épület volt, mellette egy kis épülettel. Emlékét a Zsolnay porcelángyárban készült mázas pirogránit emléktábla őrzi, melyet a kilátó falában helyeztek el.
A kilátó mellett 1959-1968 között egy 70 méter magas acélszerkezetű antennatorony állt, az első vidéki adótorony, amely a Magyar Televízió 1-es műsorát sugározta.

### A jelenlegi tévétorony
A jelenlegi torony betonalapja 22 méter átmérőjű, 3 és fél méter vastag, melyet többrétegű acélháló merevít. A torony kettős gyűrűből áll, a belső 5 méteres átmérővel 135 méteres magasságig halad, a külső 12 méteres átmérővel 92 méter magasságig. A belső gyűrűben fut a lift, a kettő közt pedig 459 lépcsőfok kanyarog.
A megnyitást követően a kilátót évente mintegy kétszázezer fő látogatta, napjainkban évente átlagosan nyolcvanezren keresik fel.
Az 1972. decemberi elkészültekor a torony hétvégente díszkivilágítást kapott, amely idővel elmaradt. 2017. augusztus 19-étől újra díszkivilágítást kapott a tévétorony és minden este különböző színben pompázik.

## Érdekességek
A Pécsi TV tornyot 1973. április 4-én adták át. Ezen a napon lett hivatalosan is Magyarország legmagasabb épülete. Ugyanakkor ezen a napon adták át New Yorkban a World Trade Center ikertornyait, amely akkoriban a világ legmagasabb épülete volt. 

## FM rádió
Jelenleg[mikor?] a következő rádiók sugároznak az adótoronyból az FM sávon:
| Frekvencia (MHz) | Állomás       | ERP      |
| ---------------- | ------------- | -------- |
| 95,9             | Kossuth Rádió | 25,2 kW  |
| 101,7            | Pécs FM       | 1,995 kW |
| 103,7            | Petőfi Rádió  | 50 kW    |
| 104,6            | Dankó Rádió   | 5,6 kW   |
| 105,5            | Retro Rádió   | 50,12 kW |
| 107,6            | Bartók Rádió  | 10 kW    |

## Dinoszaurusz-kiállítás
Magyarország legrégebbi és legismertebb dinoszauruszát, a mecseki dinoszauruszt 1966-ban fedezték fel. (Tudományos nevén Komlosaurus, de egy internetes névadó versenyen a Medino nevet kapta.) 2005 óta állandó és ingyenes kiállításon tekinthető meg a tévétorony-kilátó presszószintjén (a lift díját azonban meg kell fizetni). A kiállításon a mecseki dinó rekonstruált, életnagyságú (2 m magas) szobra látható. Emellett megtekinthető a Mecsek terepasztala, a hegység kőzetei, megkövült növények, talajképződési modell, szén- és uránbányászat-történeti emlékek is. Kiváló lehetőség kínálkozik a térképi tájékozódásra, három tájolási módszert is gyakorolhatnak a diákok. Tiszta időben, szabad szemmel a Badacsony is tisztán látható, de távcső is áll a kíváncsiak rendelkezésére. A kiállítás különlegessége, hogy a hagyományos „vitrines” kiállítással szemben a kiállított tárgyak nagy része megérinthető, sőt használható. A kiállítás 2017-ben bezárt.

## Galéria

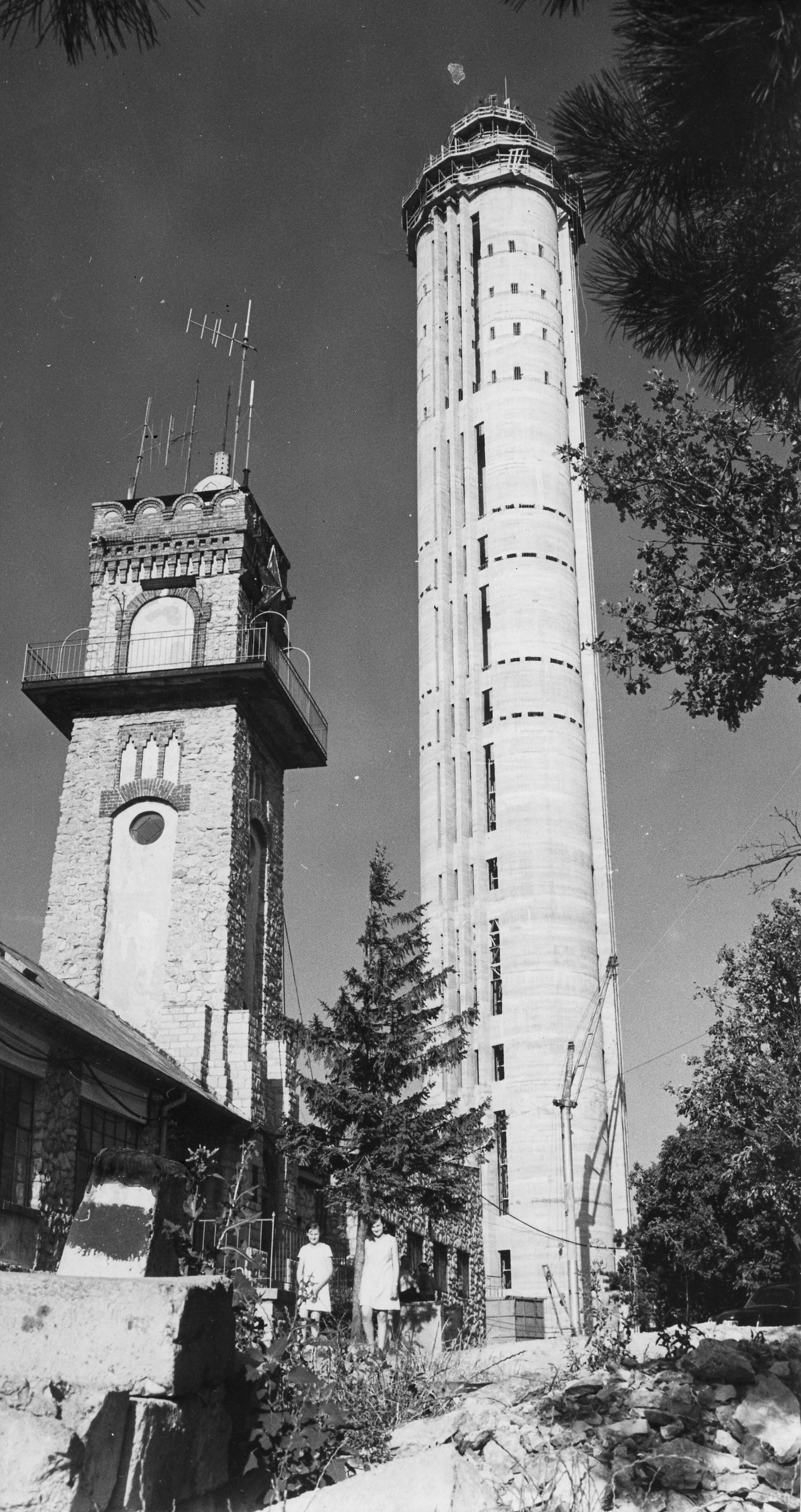
Az épülő tévétorony a Kiss József-kilátó mellett, 1968
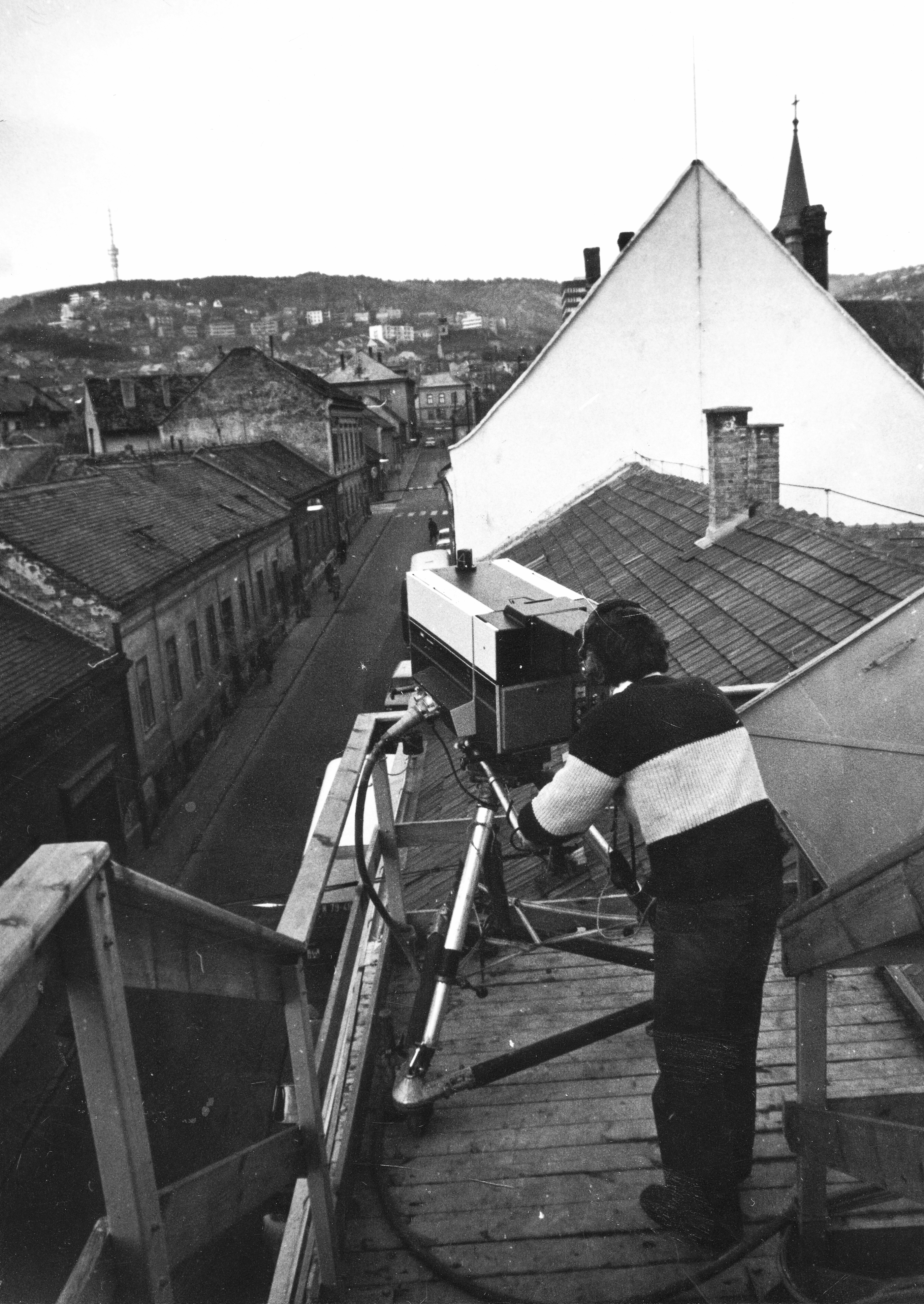
A Magyar Televízió pécsi körzeti stúdiójának kameraállása a Dr. Majorossy Imre utcai stúdió tetején (a régi Sörház utca)
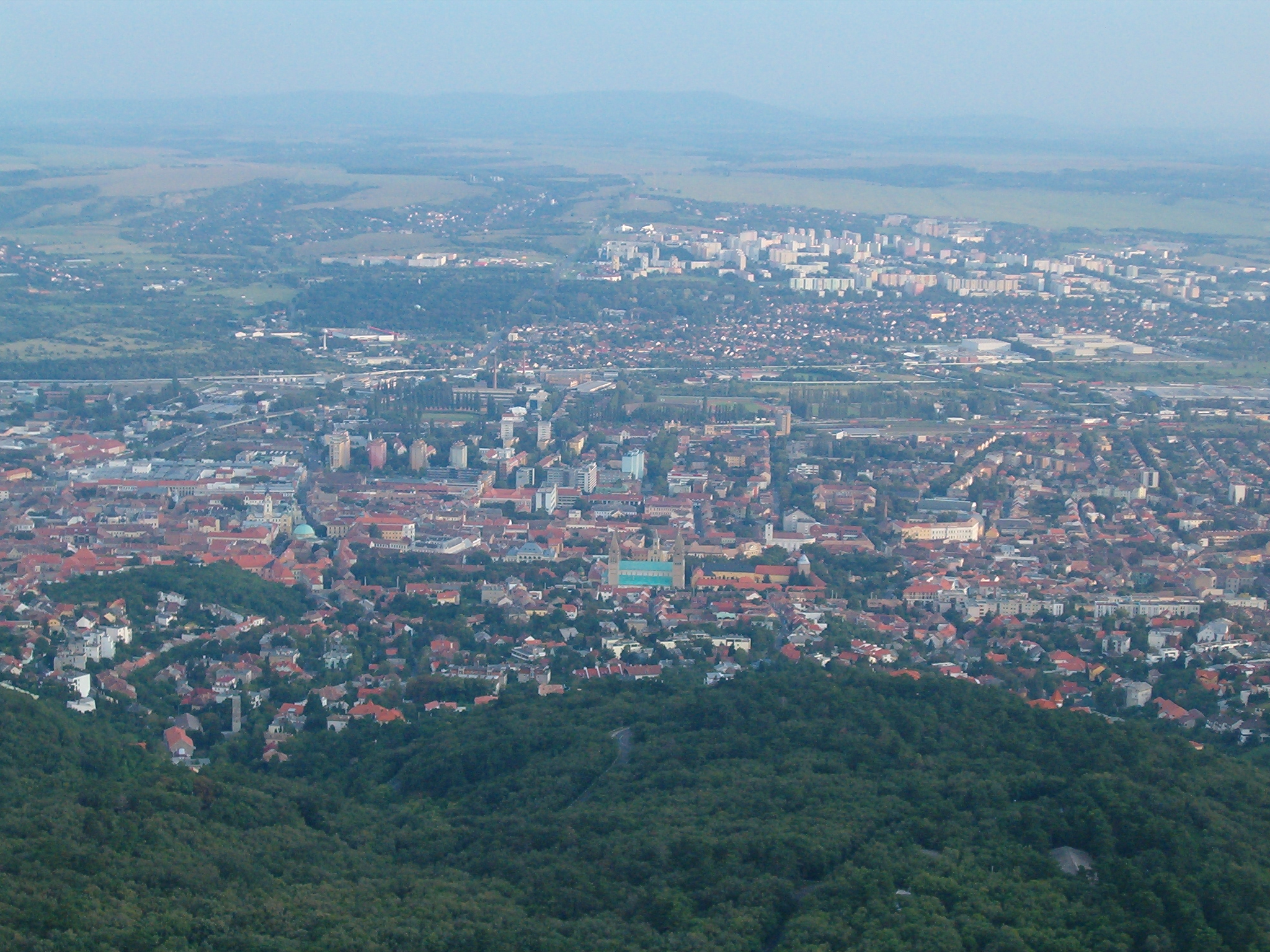
Kilátás Pécsre a toronyból